# Географія Призрена

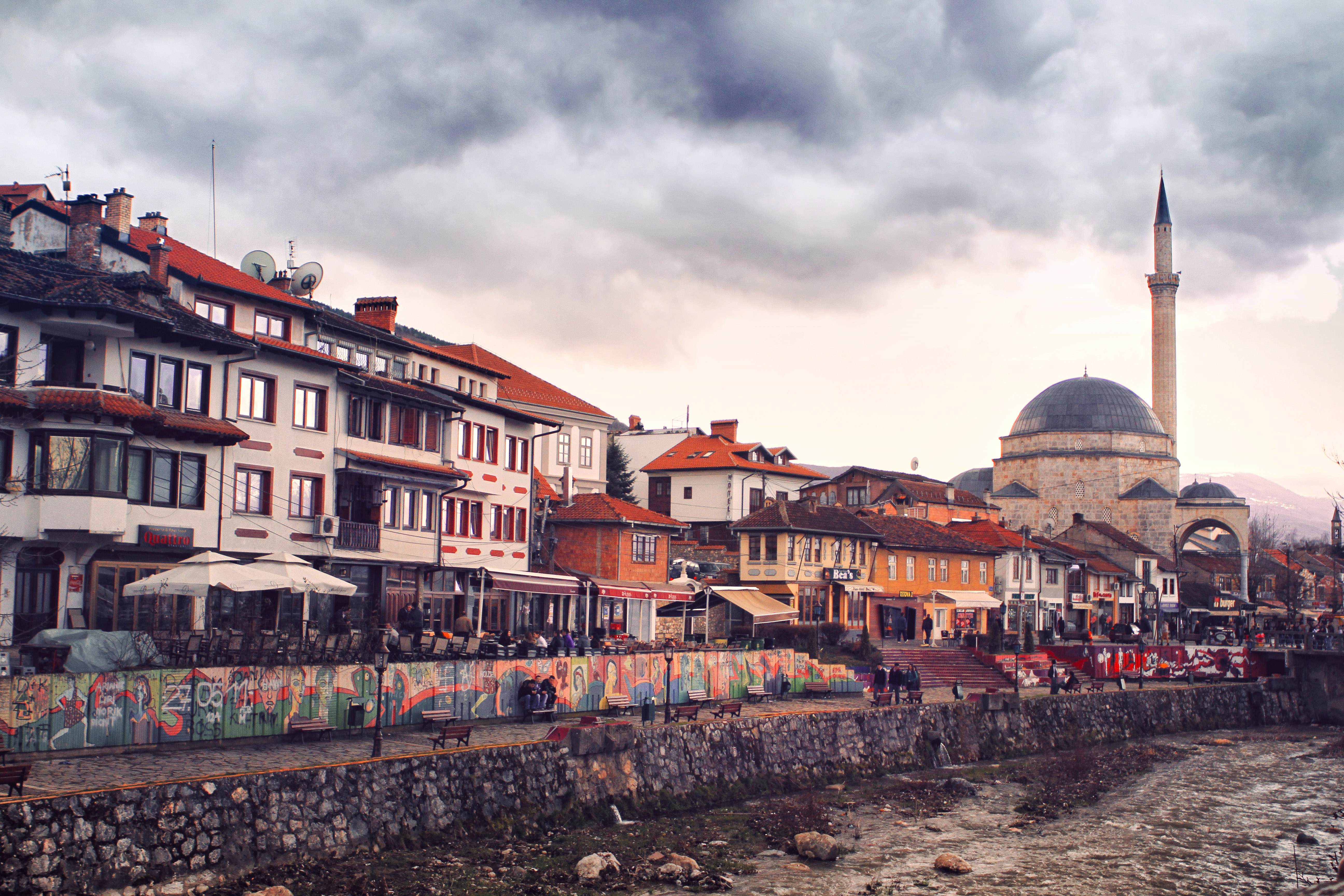
Місто Призрен

Місто Призрен лежить на Балканському півострові біля підніжжя гір Шар-Планина в Південній Метохії. Згідно з адміністративно-територіальним поділом Сербії, є адміністративним центром Призренського округу автономного краю Сербії Косово і Метохія, Згідно з адміністративно-територіальним поділом частково визнаної Республіки Косово, яка фактично контролює місто, є адміністративним центром Призренського округу Республіки Косово.
Громада Призрен має кордон з Албанією і Північною Македонією. Місто було історичною столицею Сербської імперії.

## Географічна характеристика

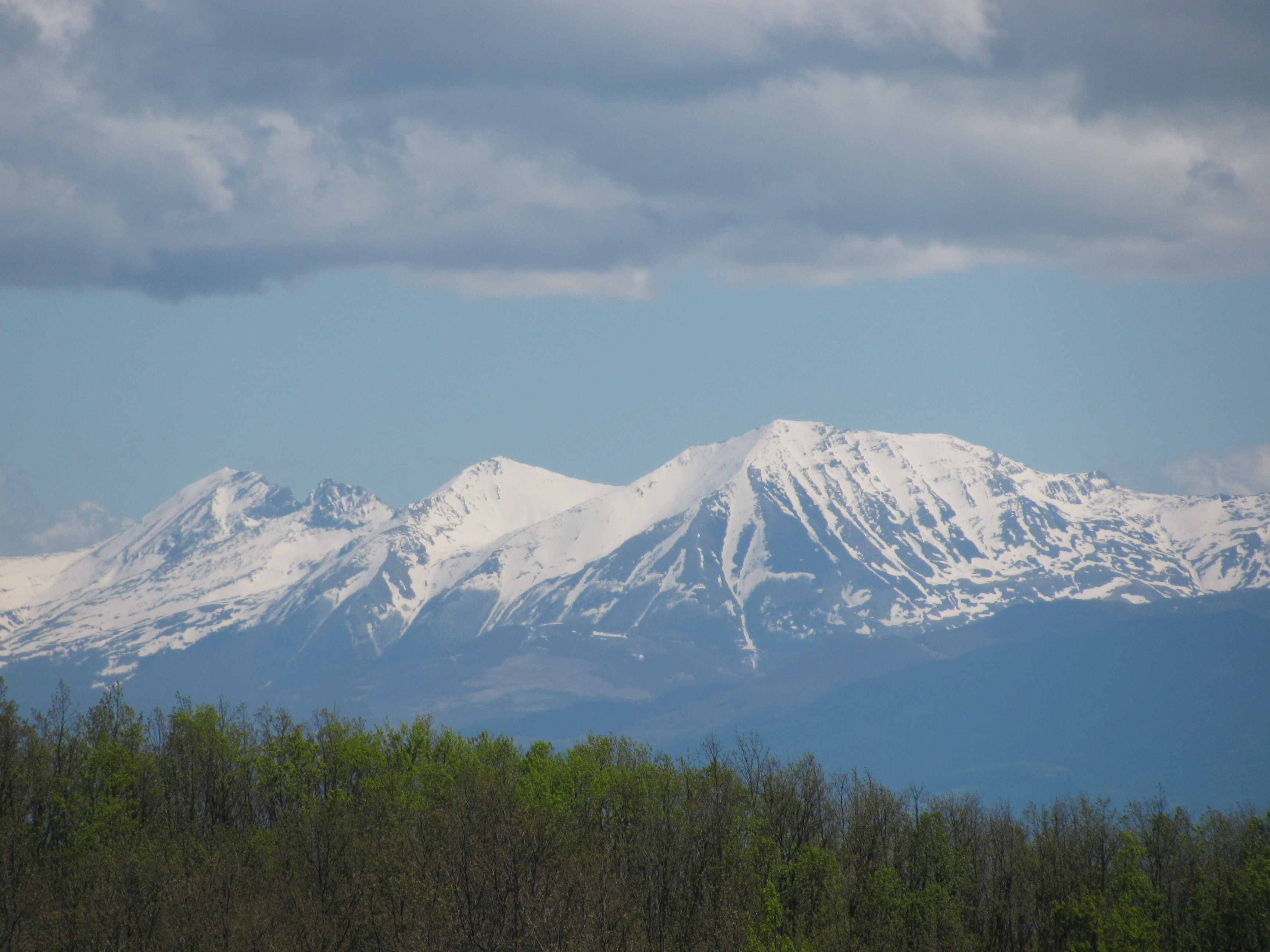
Гори Шар-Планина

Громада Призрен має площу 640 км² (5,94 % території Косова) і знаходиться в південно-західній частині Косова, в неї входять 76 поселень з 220 776 жителями, з них близько 110 000 проживають у місті Призрен.
Найбільш густонаселені села громади Призрен:
- Жур (8000 осіб)
- Кориша (6000 осіб)
- Джонай (5300 осіб)[4]

Вигідне географічне положення, природа, об'єкти історичної і культурної спадщини є основою туризму в громаді Призрен.
Рельєф Призрена в цілому горбистий. Висота коливається від 300 до 2600 м у межах громади. У той час як центр міста розташований на рівнині, на західній та особливо східній околиці громади є безліч пагорбів.
Ліси в громаді Призрен багаті ендемічними рослинами. Поширена сосна Гельдриха.
Загальна площа громади Призрен становить 63 986 га. З них 53 % — це сільськогосподарські землі, 39 % — ліси, 8 % — інші.

## Річки
Найбільша річка в громаді Призрен — Білий Дрин (175 км). Призренська-Бистриця, що протікає через центр міста Призрен, коротша (18 км). Усі річки громади належать до басейну Білого Дрина. Річка Топлуга має найбільшу паводкову небезпеку.

## Межі
Громада Призрен межує з такими громадами, як Джяковіца, Ораховац, Штрпце, Сува-Річка, Драгаш і з державами Албанія та Північна Македонія.

## Клімат
Клімат громади Призрен різноманітний. У низинах великий вплив середземноморського клімату, і літні місяці дуже спекотні. У гірських районах переважає альпійський клімат, навіть у червні подекуди лежить сніг.